# جان شوفیلد
جان شوفیلد (انگلیسی: John Schofield; ۲۹ سپتامبر ۱۸۳۱ – ۴ مارس ۱۹۰۶) سیاست‌مدار اهل ایالات متحده آمریکا بود. وی همچنین برندهٔ جوایزی همچون نشان افتخار (آمریکا) شده‌است.